# Кей, Ливен де
Ливен де Кей (нидерл. Lieven de Key, 1560, Гент — 17 июля 1627, Харлем) — известный нидерландский архитектор, с 1592 года городской архитектор Харлема. Наряду с Хендриком де Кейзером (1565—1621) считается ведущим строителем Золотого века искусства Нидерландов.

## Биография
Ливен де Кей родился во фламандском городе Генте (ныне на северо-западе Бельгии), и был учеником Ганса Вредемана де Вриса в Антверпене. Он был одним из 15 000 протестантских эмигрантов, которые покидали с 1584 года родные места когда Алессандро Фарнезе, герцог Пармский отвоевал большую часть южных провинций Нидерландов для Испании. Ливен де Кей уехал со своей семьей в Лондон. Там он стал членом голландской реформатской церкви и женился в этой церкви на женщине из своего родного города Гента.
В 1591 году Ливен де Кей переехал в Харлем, где уже жили его сестра и брат. Работал каменщиком. Его брат был богатым и влиятельным коммерсантом, поэтому вскоре, в 1592 году, Ливен де Кей стал городским архитектором Харлема.

## Творчество
Его работы там включают De Waag (1598 г.), фасад ратуши (1597 г.), Vleeschhal (рыночный зал) (1602—1603 гг.), Латинскую школу, Oudemannenhuis, в котором сейчас находится Музей Франса Хальса (1608 г.) и Башни Ньиве Керк (1613 г.). В Лейдене он создал там фасад ратуши.
Ливена де Кея считают одним из первых архитекторов «голландского ренессанса», а с учётом специфики развития архитектуры Северо-Западной Европы, его стиль характеризуют как «ренессансный маньеризм».
Среди наиболее заметных нововведений архитектора — ступенчатый остроконечный фронтон фасадов зданий, которые можно увидеть по всему Харлему. Ливен де Кей строил традиционно: из малоформатного красного кирпича и при необходимости украшал здания скульптурами и встроенными в фасад белокаменными блоками. Ордерные элементы: порталы, фронтоны, пояса, наличники, замковые камни и, довольно оригинально, полуциркульные арки над оконными проёмами, архитектор также выделял белым камнем. Наиболее известной постройкой Ливена де Кея является Влеесхаль — Мясные ряды в Харлеме (1601—1603). Фасад здания увенчан скульптурными изображениями бычьих голов, напоминающих о шумном городском мясном рынке минувших веков.
В. Г. Власов вслед за Б. Р. Виппером подчёркивал важное значение подобных построек Ливена де Кея, Хендрика де Кейсера и других нидерландских архитекторов в качестве источников оригинального стиля «петровского барокко» в архитектуре Санкт-Петербурга первой четверти XVIII века.
Именем Ливена де Кея названа архитектурная школа в Харлеме.

## Галерея
- Дом на Гроте Маркт. Харлем
- Ратуша в Харлеме. 1620
- Мясные ряды в Харлеме. 1601—1603.
- Мясные ряды в Харлеме. Деталь
- Г. Беркхейде. Весовая контора и кран в Харлеме. Дерево, масло. Между 1660 и 1698 гг. Музей Франса Халса, Харлем
- Весовая (De Waag). 1598.  Харлем
- Новая церковь (Nieuwe Kerk). Совместно с Я. Ван Кампеном. 1645–1649
- Ворота Франса Лоэнена Хофье. 1625. Харлем